# 90s Request Top 90 2004
Dit is de 90s Request Top 90 van 2004. Dit is de eerste 90s Request Top 90 en meteen ook de laatste. In de jaren daarna volgde er een Top 100.

## Top 90
| Positie | Artiest                       | Titel                                           |
| ------- | ----------------------------- | ----------------------------------------------- |
| 1       | Nirvana                       | Smells Like Teen Spirit                         |
| 2       | Guns N' Roses                 | November Rain                                   |
| 3       | U2                            | One                                             |
| 4       | Red Hot Chili Peppers         | Under the Bridge                                |
| 5       | Pearl Jam                     | Black                                           |
| 6       | Metallica                     | One                                             |
| 7       | Oasis                         | Wonderwall                                      |
| 8       | Live                          | Lightning Crashes                               |
| 9       | AC/DC                         | Thunderstruck                                   |
| 10      | R.E.M.                        | Losing My Religion                              |
| 11      | Blur                          | Song 2                                          |
| 12      | Radiohead                     | Creep                                           |
| 13      | Faithless                     | Insomnia                                        |
| 14      | The Verve                     | Bitter Sweet Symphony                           |
| 15      | Rage Against the Machine      | Killing in the Name                             |
| 16      | The New Radicals              | You Get What You Give                           |
| 17      | Pearl Jam                     | Alive                                           |
| 18      | Metallica                     | Nothing Else Matters                            |
| 19      | Beastie Boys                  | Sabotage                                        |
| 20      | Anouk                         | Nobody's Wife                                   |
| 21      | Air                           | All I Need                                      |
| 22      | Underworld                    | Born Slippy                                     |
| 23      | Nirvana                       | Come as You Are                                 |
| 24      | The Cranberries               | Zombie                                          |
| 25      | Dr. Dre/Blackstreet           | No diggity                                      |
| 26      | Live                          | I Alone                                         |
| 27      | Alanis Morissette             | Ironic                                          |
| 28      | Guano Apes                    | Open Your Eyes                                  |
| 29      | 4 Non Blondes                 | What's Up?                                      |
| 30      | K's Choice                    | Not An Addict                                   |
| 31      | Green Day                     | Basket Case                                     |
| 32      | Sinéad O'Connor               | Nothing Compares 2 U                            |
| 33      | Counting Crows                | Mr. Jones                                       |
| 34      | The Offspring                 | Self Esteem                                     |
| 35      | Van Dik Hout                  | Stil in mij                                     |
| 36      | Robbie Williams               | Angels                                          |
| 37      | Pearl Jam                     | Jeremy                                          |
| 38      | Red Hot Chili Peppers         | Scar Tissue                                     |
| 39      | Charly Lownoise & Mental Theo | Wonderful Days                                  |
| 40      | Radiohead                     | Street Spirit                                   |
| 41      | Massive Attack                | Unfinished Sympathy                             |
| 42      | Bush                          | Glycerine                                       |
| 43      | Faithless                     | God Is a DJ                                     |
| 44      | Goo Goo Dolls                 | Iris                                            |
| 45      | No Doubt                      | Don't Speak                                     |
| 46      | Nirvana                       | Lithium                                         |
| 47      | Marco Borsato                 | Ik Leef Niet Meer Voor Jou                      |
| 48      | Soundgarden                   | Black Hole Sun                                  |
| 49      | Depeche Mode                  | Enjoy the Silence                               |
| 50      | R.E.M.                        | Everybody Hurts                                 |
| 51      | Rammstein                     | Engel                                           |
| 52      | TLC                           | Waterfalls                                      |
| 53      | Live                          | The Dolphin's Cry                               |
| 54      | Smashing Pumpkins             | Disarm                                          |
| 55      | Party Animals                 | Have You Ever Been Mellow                       |
| 56      | The Black Crowes              | Remedy                                          |
| 57      | The Prodigy                   | Firestarter                                     |
| 58      | Madonna                       | Frozen                                          |
| 59      | Beck                          | Loser                                           |
| 60      | Queen                         | Innuendo                                        |
| 61      | Eminem                        | My Name Is                                      |
| 62      | Acda en De Munnik             | Het regent zonnestralen                         |
| 63      | Foo Fighters                  | Learn To Fly                                    |
| 64      | Aerosmith                     | I Don't Want To Miss A Thing                    |
| 65      | Fatboy Slim                   | Praise you                                      |
| 66      | Alanis Morissette             | You Oughta Know                                 |
| 67      | Blink 182                     | What's My Age Again?                            |
| 68      | The Bloodhound Gang           | Fire Water Burn                                 |
| 69      | Guns N' Roses                 | Knocking On Heavens Door                        |
| 70      | Red Hot Chili Peppers         | Give It Away                                    |
| 71      | Manic Street Preachers        | If You Tolerate This Your Children Will Be Next |
| 72      | The Chemical Brothers         | Hey Boy Hey Girl                                |
| 73      | Adamski                       | Killer                                          |
| 74      | Bryan Adams                   | (Everything I Do) I Do It for You               |
| 75      | Coolio                        | Gangsta's Paradise                              |
| 76      | Faith No More                 | Epic                                            |
| 77      | Bon Jovi                      | Bed of Roses                                    |
| 78      | 2 Unlimited                   | No Limit                                        |
| 79      | Fun Lovin' Criminals          | Scooby Snacks                                   |
| 80      | Skunk Anansie                 | Weak                                            |
| 81      | Britney Spears                | ...Baby One More Time                           |
| 82      | House Of Pain                 | Jump around                                     |
| 83      | Lenny Kravitz                 | Are You Gonna Go My Way                         |
| 84      | Stone Temple Pilots           | Plush                                           |
| 85      | BLØF                          | Harder dan ik hebben kan                        |
| 86      | Blind Melon                   | No Rain                                         |
| 87      | Cypress Hill                  | Insane In The Brain                             |
| 88      | Kane                          | Damn Those Eyes                                 |
| 89      | The Offspring                 | Pretty Fly (for a White Guy)                    |
| 90      | Living Colour                 | Love Rears Its Ugly Head                        |

## Hitfeiten
- Typisch is dat de hele top 10 en bijna de hele top 20 (op Faithless en de Beastie Boys na) alleen maar uit Rock/gitaar-muziek bestaat. De hele lijst bevat slechts 18 niet-rock/gitaar-nummers, dat is 20%.
- Nirvana, Pearl Jam, Red Hot Chili Peppers en Live zijn de meest voorkomende artiesten: allen 3 keer. Guns 'n Roses, Metallica, R.E.M., Radiohead, Faithless, Alanis Morissette en The Offspring komen ieder 2 keer voor.
- Opvallend zijn de nummers 39 en 55. Daar staan Happy Hardcore-nummers. Zo'n muziek wordt vrijwel nooit gedraaid op 3FM, maar ze staan toch in de Top 90. De dj's van 3FM gaven Paul Rabbering hiervoor de schuld, omdat hij elke woensdag van de 90s Request week hakkûh-dag had. Toen draaide hij vooral de gabberplaten uit de jaren 90.

2004 · 2005 · 2006 · 2007 · 2008 · 2009 · 2010 · 2011 · 2012 · 2013 · 2014